# Davis, Illinois
Davis là một làng thuộc quận Stephenson, tiểu bang Illinois, Hoa Kỳ. Năm 2010, dân số của làng này là 677 người.

## Dân số
Dân số qua các năm:
- Năm 2000: 662 người.
- Năm 2010: 677 người.